# 福建紫薇
福建紫薇（学名：Lagerstroemia limii）为千屈菜科紫薇属下的一个种。

## 扩展阅读
- 維基物種上的相關：福建紫薇